# GSM
GSM (ursprunglig akronym: groupe spécial mobile; numera Globalt system för mobil kommunikation), är ett andra generationens (2G) mobiltelefonisystem, det vill säga ett digitalt system, framtaget under ledning av Internationella teleunionen. Det blev kommersialiserat 1991, som har ersatt de analoga (d.v.s. första generationens) mobiltelefonisystemen, bland annat det nordiska NMT. GSM-tekniken används numera[när?] i ett drygt hundratal länder över hela världen. GSM möjliggjorde sms, och fler samtidiga telefonsamtal än NMT. Med GSM introducerades SIM-kort. Med tiden utökades GSM med fler tjänster såsom mms, WAP-sidor, GPRS, och EDGE. Idag kompletteras GSM-nätet med ett parallellt 3G-nätverk, i Europa främst av typen UMTS. Dessutom är såväl ett 4G-nätverk som ett 5G-nätverk byggt och lanserat.

## Funktion
Det finns fyra GSM-system, vilka är indelade efter frekvensbandet. De fyra banden är 850, 900, 1800 och 1900 MHz. GSM är i första hand konstruerat för talkommunikation, men även datatrafik kan överföras via GSM. Varje s k Carrier har ett frekvensband på 200 kHz där uppemot åtta talkanaler kan samas (s k TDMA). 
I USA, som ligger i Region 2 enligt Internationella Radioreglementet, används GSM-850 och GSM-1900, eftersom de andra frekvensområdena är avdelade för annat ändamål i Region 2. I Europa, som ligger i Radioreglementets Region 1 används GSM-900 och GSM-1800 enligt den bandfördelning som gäller för denna region.
Tekniken skiljer mellan tal- och datatrafik. Ett talsamtal använder en speciell kodningsmetod för att överföra ljud med 9 600 bit/s över en digital länk till basstationen.

## Historia
År 1982 skapades gruppen group spéciale mobile av "europeiska post- och teleförvaltningarnas konferens" (CEPT) som ett led att ta fram en gemensam teknik för mobila telefonisystem i de europeiska länderna. Tidigare hade länderna konstruerat sina egna system, bland annat NMT i Norden. År 1991 startade de första kommersiella tjänsterna baserad på GSM-tekniken, i Sverige lanserades det första GSM-nätet år 1992. Ursprungligen var GSM en europeisk standard, men eftersom tekniken numera baserar sig på annan teknik från utomeuropeiska länder (DCS1800 och PCS1900), fick akronymen betydelsen "globalt system för mobil kommunikation" (global system for mobile communications).
Flera operatörer i världen har annonserat att de har eller kommer att stänga 2G nätet. I Sverige sa operatörerna på ett informationsmöte som PTS höll i september 2021 att de troligen stänger 2G under 2025, i samband med att spektrumtillstånden för 900 MHz bandet upphör och ny auktion skall hållas. Telia meddelade redan i februari 2021 att 2G nätet skall stängas under 2025 samtidigt som man meddelade att 3G nätet skall stängas senaste 2025. Den 30 maj 2024 meddelade telia att stängningen av 2G nätet skall skjutas upp till 2027 för att underlätta övergången till senare generationers nätverk.

## Tekniska data
- Frekvens (upplänk / nedlänk):  880 - 915 MHz / 925 - 960 MHz (GSM900)  1710 - 1785 MHz / 1805 - 1880 MHz (GSM1800)
- Talkodning: 13 kbit/s RPE-LTP
- Kanalmultiplexering: TDMA & FDMA (TDMA för Carrier; FDMA för talkanal)
- Kanaltilldelning: Fast
- Cellstorlek: Upp till 35 km radie (70 km med funktionen "extended range")
- Trafikkapacitet: 1000/2000 Erlang/km²